# Courante uyt Italien, Duytslandt, etc.

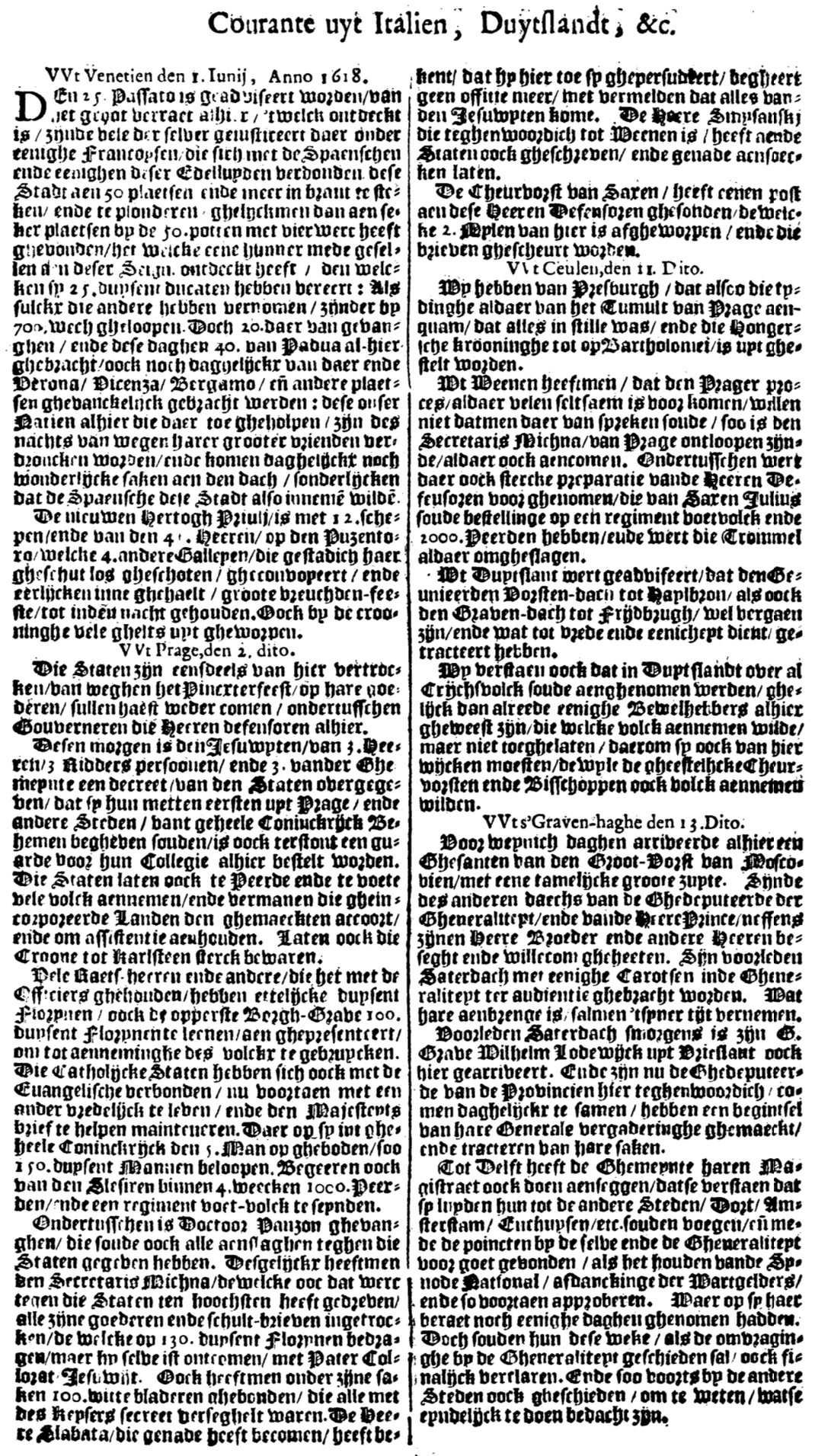

Courante uyt Italien, Duytslandt, &c. (pol.: goniec niosący wieści z Włoch, Niemiec itp.) – pierwsza codzienna gazeta w Holandii.

## Historia
Po raz pierwszy wyszła w czerwcu roku 1618 w Amsterdamie. Była to regularnie wydawana gazeta codzienna. Jest to też pierwsza gazeta wielkoformatowa, ponieważ była wydawana w formacie folio, a dotychczas gazety wydawano w formacie  quarto. Wychodziła do 1664 roku.